# Khu du lịch Đền Trúc – Ngũ Động Thi Sơn
Khu du lịch Đền Trúc – Ngũ Động Thi Sơn thuộc thôn Quyển Sơn, phường Lý Thường Kiệt, tỉnh Ninh Bình. Từ phường Hoa Lư, trung tâm tỉnh Ninh Bình tới đền Trúc khoảng 42 km. Khu danh thắng này rộng khoảng 10 ha, có phong cảnh thiên nhiên hữu tình, núi non trùng điệp, có đền Trúc nằm giữa rừng Trúc nên thơ, có hệ thống hang động độc đáo.
Ngày 20-1-1994, Nhà nước đã công nhận đền Trúc và Ngũ Động Sơn là di tích lịch sử - thắng cảnh.

## Lịch sử
Tương truyền vào năm 1089, đoàn chiến thuyền của Lý Thường Kiệt trên đường chinh phạt phương nam đi qua thôn Quyển Sơn. Bỗng một trận gió lớn ào ào thổi tới, bẻ gãy cả cột buồm rồi cuốn lá cờ của đoàn quân lên đỉnh núi Cấm. Thấy điều lạ, ông bèn cho thuyền dừng lại, cùng tướng lĩnh lên bờ sửa lễ tế trời đất, cầu cho đại thắng. Ngài đặt đàn tế trong rừng trúc, gần ngôi đền thờ hai mẹ con bà hàng nước. Nửa đêm, hai mẹ con bà hiện lên báo mộng, xin cùng đi theo phù ngài đánh giặc. Từ đó ông đặt tên núi là núi Quyển Sơn (hay Cuốn Sơn). Lần ra quân ấy, Lý Thường Kiệt đã chỉ huy đại quân thắng lớn.
Sau chiến thắng, Lý Thường Kiệt đã cùng quân sĩ lên đây làm lễ tạ ơn, khao thưởng ba quân và mở hội cho dân làng cùng mừng chiến thắng và xin vua phong bà hàng nước là Mẫu hậu, cô con gái là Công chúa và sửa sang lại đền thờ. Lý Thường Kiệt mời dân làng xuống cùng tham dự cuộc vui với quân sĩ. Ông cho tuyển chọn những cô gái làng có thanh sắc để múa hát, chọn cái trai tráng khoẻ mạnh để tổ chức đua thuyền. Trò múa hát này có tên là hát dậm, là lối hát thờ, tuyển chọn các cô gái thanh tân ca ngợi chiến công đánh giặc giữ nước, ca ngợi cuộc sống thanh bình của cuộc sống lứa đôi hạnh phúc và sự an cư lạc nghiệp. Lý Thường Kiệt còn dạy dân trồng dâu chăn tằm và dệt vải. Để tưởng nhớ công ơn của Lý Thường Kiệt, nhân dân đã lập đền thờ ông nơi mà ông mở hội mừng chiến thắng. Đấy chính là Đền Trúc ở dưới chân núi Cấm. Hàng năm cứ vào dịp đầu xuân, nhân dân địa phương lại tổ chức lễ hội, tổ chức hát dậm để tưởng nhớ người anh hùng dân tộc Lý Thường Kiệt.
Di tích đền Trúc có 32 sắc phong của các triều đại phong kiến.

## Đền Trúc
Đền Trúc nằm ven bờ sông Đáy, dưới chân núi Thi Sơn. Ngôi đền được dựng giữa khu rừng trúc rộng hàng chục mẫu, nên mang tên đền Trúc. Đền Trúc thờ vị anh hùng dân tộc Lý Thường Kiệt, phía trước nhìn ra bờ sông Đáy, phía sau thờ Mẫu hậu và Công chúa.
Đền Trúc được tu sửa nhiều lần, lần cuối cùng vào những năm đầu của thế kỷ XX. Hiện nay đền còn lại tòa tiền đường và hậu cung.
Cổng đền gồm 4 cột đồng trụ, hai cột chính ở giữa, hai cột nhỏ ở hai bên. Hai cột chính cao trên 6m được chia thành 3 phần: phần dưới là một khối chữ nhật, các mặt đều có gờ chỉ tạo thành những khung cân đối. Chữ được nhấn chìm vào trong vữa tường. Trên phần này là một khối vuông, bốn mặt nổi hình tứ linh và trên cùng là một đôi nghê đắp cân đối, dáng đẹp, quay mặt vào nhau. Qua một sân gạch rộng trên 10m là đến nhà tiền đường. Công trình này gồm 5 gian, xây cao trên mặt sàn được đặt thành 3 cấp, hai đầu hồi bít đốc. Mặt đằng trước hai đầu hồi xây sát tường phía ngoài từ tàu mái đến thềm chính giữa để một cửa sổ hình chữ thọ. Ba gian giữa là hệ thống cửa gỗ được làm vào sát hàng cột quân. Tường đầu hồi và cả hai phía đằng trước xây nhô ra, phía ngoài cùng là hai cột đồng trụ. Ngôi đền được làm bằng gỗ lim. Ba gian hậu cung cũng được xây dựng cùng phong cách với nhà tiền đường: xây bít đốc, khung gỗ lim, kéo giá chiêng và lợp ngói nam. Ngăn cách giữa nhà tiền đường với hậu cung là một khoảng sân hẹp có tường nối, nhà bán mái và bể non bộ.
Ở toà tiền đường, những mảng chạm khắc trong kiến trúc ở đền Trúc tại những phần chính chỉ là những nét điểm xuyết. Đó là những chiếc lá lật, những cụm mây tỏa ở trên các kẻ, các con rường là những chiếc đấu đỡ các trụ được chạm những hình cánh sen bao quanh. Riêng ở hai vì kèo giáp hối, tại phần chồng rường nằm giữa cột cái và cột quân được chạm khắc toàn bộ với đề tài tứ linh. Bao trùm lên toàn bộ bức chạm là con rồng thân uốn lượn bay trong mây và chiếm tới một nửa diện tích, nằm gần trọn vẹn ở phía trên. Chính giữa là một đầu rồng nhô ra từ trong một đám mây. Với lối diễn tả hai mặt vừa nhìn từ trên xuống đồng thời từ một phía bên trong vào, người xem không chỉ thấy rõ độ lớn của thân mà còn hình dung ra độ dài của con vật linh thiêng.

## Ngũ Động Sơn
Núi Cấm có hệ thống hang động độc đáo: 5 hang nối liền nhau, tạo thành động liên hoàn, gọi là Ngũ Động sơn. Lối vào động ở trên cao, nhìn ra sông Đáy. Lối ra nằm ở bên kia vách núi, do vậy không khí trong động rất thoáng mát. Cấu trúc các động vô cùng đa dạng với nhiều loại thạch nhũ muôn hình vạn trạng, gợi cho du khách sức tưởng tượng phong phú: hình bầu sữa mẹ, nồi cơm mở vung, hình con voi, con rùa... Màu sắc, độ xốp, da nhũ... cũng khác nhau. Có nhũ ẩn sâu trong bóng tối, gặp ánh đuốc rọi vào bỗng rực lên như châu ngọc. Có nhũ mang hình chiếc trống nằm, trống treo, dàn mõ, mà thật đặc biệt, khi đánh lên, âm vang như thật. Thời Kháng chiến chống Pháp, Ngũ Động Sơn được dùng làm nơi để bộ đội đóng quân và cất giữ vũ khí, quân dụng.